# Piper PA-28 Cherokee
Piper PA-28 Cherokee – seria jednosilnikowych lekkich samolotów produkowany przez amerykańskie przedsiębiorstwo Piper Aircraft.

## Historia
Samolot został oblatany w 1960 r. Lot pierwszego egzemplarza seryjnego nastąpił 10 lutego 1961 r. W 1963 r. na rynek wprowadzono nową wersję wyposażoną w chowane podwozie. Samolot był produkowany do lat 90. XX w. w wersjach oznaczonych jako Warrior III, Archer III, Arrow IV i Dakota. Stał się jednym z najpopularniejszych samolotów swej klasy w lotnictwie ogólnym.